# Lijst van ridders van de Johanniter Orde in Nederland
Dit is een lijst van bekende rechtsridders en ereridders van de Johanniter Orde in Nederland.

## B
- Jan Willem de Beaufort (1913-2001)
- Samuel Pieter Bentinck (1909-1998), ereridder

## D
- Gerrit Willem van der Does (1894-1972)
- Dirk van Doorn (1909-1992)

## E
- Willem de Jonge van Ellemeet (1914-2009)

## G
- Dirk Petrus Marius Graswinckel (1888-1960)

## H
- Daniel Maximiliaan Marie van Hangest d' Yvoy (1899-1987)
- Louis Gaspar Adrien van Hangest d' Yvoy (1857-1927), ereridder
- Aarnoud van Heemstra (1871-1957), ereridder

## K
- François Henri van Kinschot (1899-1985)

## L
- Hugo Charles Gustav van Lawick (1882-1965)
- Prins Bernhard van Lippe-Biesterfeld (1911-2004), landcommandeur

## M
- Prins Hendrik van Mecklenburg-Schwerin (1876-1934)
- Carel Adriaan Jan Meijer (1864-1927)

## N
- Justinus Hendrik Egbert van Nagell (1890-1972), ereridder

## O
- Koningin Beatrix der Nederlanden (1938), erecommandeur
- Koning Willem-Alexander der Nederlanden (1967), erecommandeur

## R
- Coen de Ranitz (1905-1983), ereridder
- Lodewijk Hendrik Nicolaas Bosch van Rosenthal (1884-1953)

## S
- Gerhard Frederik Sandberg (1923-2014)
- Pieter de Savornin Lohman (1948)
- Witius Henrik de Savornin Lohman (1917-2004)
- Feyo Onno Joost Sickinghe (1926-2006)
- Pieter Feyo Onno Rembt Sickinghe (1900-1974)
- Pieter Jacob Six (1894-1986)

## T
- Willem Hendrik Taets van Amerongen van Renswoude (1895-1971), ereridder
- Marie Johan Teixeira de Mattos (1896-1990)
- Cornelis Jacob Jan Arnout van Teylingen (1842-1920), ereridder

## V
- Tom Versélewel de Witt Hamer (1955), ere-rechtsridder
- Gustave Marie Verspyck (1897-1980)
- Albrecht Nicolaas de Vos van Steenwijk (1912-1996)

## Z
- Hugo van Zuylen van Nijevelt (1929-2018)